# Idrinskij rajon
L'Idrinskij rajon è un rajon (distretto) del kraj di Krasnojarsk, nella Russia siberiana centrale; il capoluogo è il villaggio di Idrinskoe.